# Fall Kaymaz
Der Fall Kaymaz bezeichnet die vorsätzliche Tötung der türkischen Kurden Ahmet Kaymaz und seines Sohnes Uğur am 21. November 2004 in Kızıltepe. Der Fall wurde in der Türkei und darüber hinaus bekannt, da er einen extremen Fall von Polizeiwillkür gegen kurdische Zivilisten darstellt und international kritisiert wurde.

## Tathergang
Uğur (12 Jahre) und sein Vater Ahmet Kaymaz (31 Jahre) lebten mit ihrer Familie im südostanatolischen Kızıltepe an der syrischen Grenze. Türkische Sicherheitskräfte führten in der Region eine Anti-PKK-Operation durch. Beim Entladen eines LKW vor ihrem Haus am Mittag des 21. November 2004 wurden Ahmet Kaymaz und sein Sohn Uğur von mehreren Schüssen aus den Waffen türkischer Sicherheitskräfte getroffen. Die beiden waren unbewaffnet. Der zwölfjährige Ugur Kaymaz wurde von 13 Kugeln getroffen.
Der Tatort wurde nach der Tat präpariert: Waffen wurden neben die zuvor im Schlafanzug und mit Pantoffeln auf der Straße agierenden Vater und Sohn gelegt. Dies bestätigten Augenzeugen und entsprechende Indizien. Die jüngeren Geschwister von Uğur hätten beobachtet, wie die Polizisten seinen Kopf nach unten gedrückt hätten. Dann hätten sie geschossen.

## Ermittlungen
Zunächst erklärten die Behörden, bei den beiden Toten handele es sich um „Terroristen“. Forensische Untersuchungen zeigten, dass das Kind aus nächster Nähe in den Rücken geschossen wurde.

## Prozess in der Türkei
Es kam zu einem Verfahren gegen die vier Beamten. Das Verfahren wurde nach Eskişehir verlegt. Die Verhandlung fand am 19. Dezember 2005 statt. Die angeklagten Polizisten wurden am 18. September 2007 freigesprochen. Sie waren wegen „Tötung in Überschreitung legitimer Notwehr“ angeklagt worden. Der später ermordete Anwalt Tahir Elçi trat bei dem Prozess als Nebenkläger auf.
Amnesty International merkte an, dass die beschuldigten Beamten sich bis zum Prozess weiterhin auf freiem Fuß befanden und nicht vom Dienst suspendiert worden waren. Gegen die für die Polizeioperation verantwortlichen Vorgesetzten war nicht ermittelt worden. „Selbst wenn die Polizisten bestraft worden wären, bliebe Ugur ein Symbol für kommende Generation. Aber zumindest hätten sie gesehen, dass der Staat am Ende tut, was rechtens ist“, sagte der Bruder des getöteten Ahmet Kaymaz, Reşat Kaymaz, der BBC.

## Internationale Reaktionen
Der anschließende Prozess gegen vier Polizisten wurde von vielen ausländischen Beobachtern als Testfall gesehen, ob die Türkei auch ihre Sicherheitskräfte zur Rechenschaft ziehe und ob das Land rechtsstaatliche Prinzipien anwende.
Die Familie Kaymaz klagte vor dem Europäischen Gerichtshof für Menschenrechte (EGMR) gegen die türkischen Behörden. Das Verfahren beim EGMR endete in einem Schuldspruch wegen Verletzung des Artikel 2 der Europäischen Menschenrechtskonvention (EMRK), der das Recht auf Leben garantiert. Als Mitglied des Europarats erkennt die Türkei Straßburger Urteile an. Im Februar 2014, fast zehn Jahre nach dem Tod von Vater und Sohn Kaymaz, verurteilte der EGMR die Republik Türkei zu einem Schmerzensgeld von 143.000 Euro für den Tod von Ahmet und Uğur Kaymaz. Der Gerichtshof urteilte, die Republik Türkei habe u. a. „Recht auf Leben“ missachtet und gab dem Antrag der Kläger Emine, Makbule und Reşat Kaymaz, Mutter, Ehefrau und Bruder des getöteten Ahmet Kaymaz, recht.